# Die Familie Schroffenstein
Die Familie Schroffenstein ist Heinrich von Kleists Erstlingswerk. Die Tragödie ist 1803 anonym erschienen und wurde am 9. Januar 1804 im Nationaltheater in Graz uraufgeführt.

## Entstehungsgeschichte
Kleist schrieb das Stück in Paris und auf der Scherzliginsel in der Aare in Thun in der Schweiz. Er reiste mit seiner Schwester über Dresden nach Paris, um sich dann für ein einfaches Leben als Bauer in Thun zu entscheiden; ein Projekt, das er kurz darauf wieder aufgab. In dieser Zeit arbeitete er sowohl an seinem Debüt Die Familie Schroffenstein als auch an Robert Guiskard, Herzog der Normänner und Der zerbrochene Krug.
Das Stück sollte ursprünglich den Titel Die Familie Thierrez tragen und in Frankreich spielen, dann verlegte Kleist den Schauplatz nach Spanien (unter dem Titel Die Familie Ghonorez). Der endgültige Ort der Handlung, das mittelalterliche Schwaben, wurde Kleist von Ludwig Wieland (1777–1819), dem Sohn Christoph Martin Wielands, angeraten.
Als ein literarisches Vorbild diente die Tragödie Romeo and Juliet (1597) von William Shakespeare. Kleist arbeitet mehrmals Stoffe berühmter Vorlagen um. Oder er misst sich erkennbar an großen Vorbildern, so in seinen Erzählungen etwa an Giovanni Boccaccio und Miguel de Cervantes. Das gilt auch für sein Drama Amphitryon. Ein Lustspiel nach Molière nennt die Grundlage schon im Titel, während Robert Guiskard sich sogar an die antike Tragödiendichtung (mit antikem Chor etwa) anlehnt. Kleist, der einem aristokratischen Milieu entstammt, will an diesen Vorbildern seine Tendenz zum Wettstreit beginnen.

## Gestaltung der Tragödie

### Aufbau und Sprache
Das Stück ist in fünf Aufzügen unterteilt und folgt im Spannungsverlauf der klassischen Dramentheorie, nicht jedoch der Einheit von Zeit, Raum und Handlung.
Das Drama ist in Blankversen geschrieben.

### Personenverzeichnis
- Rupert, Graf von Schroffenstein, aus dem Hause Rossitz
- Eustache, seine Gemahlin
- Ottokar, ihr Sohn
- Johann, Ruperts natürlicher Sohn
- Sylvius, Graf von Schroffenstein, aus dem Haus Warwand
- Sylvester, Graf von Schroffenstein, sein Sohn, regierender Graf
- Gertrude, seine Gemahlin, Stiefschwester der Eustache
- Agnes, ihre Tochter
- Jeronimus von Schroffenstein, aus dem Hause Wyk
- Altdöbern, Santing, Fintenring, Vasallen Ruperts
- Theistiner, Vasall Sylvesters
- Ursula, eine Totengräberswitwe
- Barnabe, ihre Tochter
- Eine Kammerjungfer der Eustache
- Ein Kirchenvogt
- Ein Gärtner
- Zwei Wanderer
- Ritter. Geistliche. Hofgesinde

### Handlung
Der Ort der Handlung ist das mittelalterliche Schwaben.
Die Familie Schroffenstein ist eine zerrissene Familie, die seit langer Zeit verfeindet ist und aufgeteilt in zwei Häusern lebt, die nach ihren Stammsitzen in Rossitz und Warwand getrennt sind. Doch die beiden Zweige sind aneinander gekettet durch einen altüberlieferten Erbvertrag: Stirbt ein Zweig aus, so erbt der andere dessen Besitztümer.
Daher herrscht tiefes Misstrauen und Abneigung zwischen den Häusern.
Die Handlung setzt im ersten Akt damit ein, dass die Rossitzer um den Sarg des jüngsten Sohnes Peter stehen. Dieser wurde tot und verstümmelt gefunden (sein kleiner Finger an der linken Hand fehlt); neben ihm standen zwei Männer der Warwander mit blutigem Messer. Rupert lässt seine Frau und seinen Sohn Ottokar auf das Abendmahl schwören, am gesamten Mörderhaus Sylvesters Rache zu nehmen. Dieser Schwur bindet die Rossitzer, die Warwander Linie auszurotten, denn diese scheinen offenbar die Auftraggeber für den Mord gewesen zu sein. Doch Ottokar liebt Agnes, die Tochter Sylvesters. Sie versuchen, die Familien zu versöhnen, ähnlich wie Jeronimo, der Onkel Ottokars. Jeronimo leistet eine Detektivarbeit im Stück und versucht den Mord an Peter aufzudecken. Doch erst Ottokar entdeckt, dass Peter beim Spielen ertrunken ist und der Finger von Ursula abgetrennt wurde für einen Zaubertrank, den sie brauen will. Agnes und Ottokar, die sich in einer Höhle im Gebirge treffen, entschließen sich, die Kleider zu tauschen und so Agnes vor Rupert zu schützen, der herannaht um Rache zu üben. Doch die beiden laufen getrennt voneinander jeweils ihren eigenen Eltern in die Arme – Ottokar, als Agnes verkleidet, wird von seinem Vater Rupert erstochen, Agnes von ihrem Vater Sylvester, der glaubt, dass es sich bei der Person, die sich über den toten Körper seiner vermeintlichen Tochter beugt, um deren Mörder handelt. Über die Leichen ihrer Kinder versöhnen sich die Patriarchen wieder.

### Deutung
Kleists Debüt ist wie alle seine späteren Dramen radikal, widerspricht gängigen literarischen Konventionen seiner Zeit, strotzt vor Gewalt und Pessimismus und wirkt so erstaunlich modern.
Am Ende ist keines der Probleme gelöst, der Zuschauer erfuhr keine Katharsis, sondern es entsteht eine komische Situation. Die Katastrophe am Ende des Stückes wird verlacht: Das ist ein Spaß zum/Totlachen!, lässt Kleist den während der Handlung in den Wahnsinn verfallenen Johann, unehelicher Spross Ruperts, sagen. Und Ursula, die immerhin Urheberin des gesamten Grauens war, sagt lapidar: Wenn ihr euch totschlagt, ist es ein Versehen!
Der Kleist-Biograph Günter Blamberger gliedert das Drama in drei Tragödien auf:
- Die Gesellschaftstragödie
- Die Sprach-/Erkenntnistragödie
- Die Familientragödie

In I, 1 sagt der Kirchenvogt von Rossitz zu Jeronimo: Ei, Herr, der Erbvertrag gehört zur Sache./Denn das ist just, als sagtest du, der Apfel/Gehöre nicht zum Sündenfall. Es ist diese Abmachung, die die Familie Schroffenstein zerreißt und schlussendlich ausrottet (kein Erbe lebt am Ende des Stückes). Hier klingt Rousseau an, der in seiner Abhandlung über den Ursprung und die Grundlagen der Ungleichheit unter den Menschen (1755) die Entstehung des Eigentums für das Ende des „Goldenen Zeitalters“ hielt. Mit der Gier nach Besitz und Furcht vor dem Mitmenschen beginnt das Elend des Menschen. Aber Kleist lehnt diese Utopie ab. Der Naturzustand ist nicht das Paradies. Rupert lässt er sagen: Doch nichts mehr von Natur./Ein hold ergötzend Märchen ist's der Kindheit,/Der Menschheit von den Dichtern, ihren Ammen,/Erzählt. Vertrauen, Unschuld, Treue, Liebe,/Religion, der Götter Frucht sind wie/Die Tiere, welche reden. Er weist die Moral, Religion und das Vertrauen in die Grundliebe der Verwandten zueinander ins Reich der Fabeln, wie die sprechenden Tiere. So ist Kleists Drama eine radikale Ablehnung an eine naive Unschuldsutopie und sagt aus: homo homini lupus.
Kleists Kantkrise, die zum Abbruch des Studiums führte, ließ ihn den Rationalismus und den Optimismus des Erkenntnisfortschritt der Aufklärung ablehnen. Kleist kritisiert im Stück fundamental die menschliche Erkenntnisfähigkeit. Das Stück beginnt mit einer falschen Interpretation eines Todesfalles und endet mit einer falschen Interpretation, die zum Tod der Kinder führt. Die Protagonisten lernen nichts und werden von Angst und Rachsucht an Stelle der Vernunft geleitet. Der Mensch, laut diesem Stück, ist nicht vernünftig; er ist gewalttätig und instinktgesteuert.
Die dritte Dimension ist der Generationenkonflikt. Die Kinder Ottokar und Agnes wehren sich gegen den Hass ihrer Familien, wenden sich also gegen die jeweiligen väterlichen Autoritäten, die sie in diese Feindschaft hineinzwingen wollen. Die Familien sind adlig, nicht bürgerlich. Der Konflikt entfaltet sich nicht, wie etwa in Lessings Trauerspielen, entlang eines Gegensatzes zwischen Bürgertum und Adel, wobei ersteres seiner Tugend willen am Ende als moralischer Sieger dasteht; sondern Kleist hebt sich ab von den bürgerlichen Autoren seiner Zeit. Das macht auch sein Einzigartigkeit in der deutschen Literatur zum Teil aus.

### Gattungsfrage
Das Stück, von Kleist selbst Trauerspiel betitelt, ist nicht eindeutig der Tragödie zuzuordnen. Vielmehr muss auf die ironische Distanzierung geachtet werden, die das tragikomische Ende andeutet. Kleist nimmt sein Stück selbst nicht ernst, am Ende stehen Aporie und Ausweglosigkeit. Kleists Debüt endet im nihilistischen Pessimismus. Die Familie Schroffenstein hat mehr mit modernen Mischformen der Tragikomödie und der Shakespeare’schen Mischung aus Komödie und Tragödie (etwa im Macbeth) als mit der strengen Poetik eines Gottsched oder der antiken Dramentheorie gemein.

## Rezeption
Die Zeitgenossen ignorierten das Werk weitestgehend. Es wurde in Graz uraufgeführt am 9. Januar am „Grazer Nationaltheater“. In der Zeitschrift Der Freimüthige erschien eine positive Rezension von Ludwig Ferdinand Huber. Die wenigen Leser, die das Stück, das anonym erschien, lasen, schreckte die Gewalt und die fehlende Rührung oder Auflösung am Ende ab. Niemand aus der literarischen Welt Deutschlands um 1804 erkannte die geniale Beschaffenheit des mehrdeutigen und tiefsinnigen Werkes.

## Inszenierungen (Auswahl)
- 2007: Schauspielfrankfurt, Regie: Simon Solberg
- 2008: Hessisches Staatstheater Wiesbaden, Regie: Tilman Gersch[6]
- 2009: Deutsches Theater Göttingen, Regie: Thomas Bischoff
- 2010: Landestheater Coburg, Regie: Matthias Straub[7]
- 2011: Maxim-Gorki-Theater Berlin, Regie: Antú Romero Nunes[8]
- 2012: Theater Bielefeld, Regie: Ivna Žic

## Filmadaption
Für den Film wurde das Stück durch Hans Neuenfels adaptiert. Sein Film Die Familie oder Schroffenstein wurde 1983 für das ZDF produziert.

## Textausgaben
- Die Familie Schroffenstein: Ein Trauerspiel in fünf Aufzügen. Stuttgart, Reclam 1986.  (Reclams Universal-Bibliothek, 1768.) ISBN 978-3-15-001768-5
- Die Familie Schroffenstein. Ein Trauerspiel in fünf Aufzügen. Textausgabe, online
- Heinrich von Kleist: Sämtliche Werke. Brandenburger Ausgabe Bd. I/1: Die Familie Schroffenstein.Hrsg. von Roland Reuß.  Frankfurt a. M. 2003. ISBN 3-87877-330-7